# Catedral Nossa Senhora de Fátima
Catedral Nossa Senhora de Fátima, é uma catedral localizada no município de Jardim, no estado de Mato Grosso do Sul. A catedral é a sede da Diocese de Jardim e seu complexo abrange a mitra diocesana, a cúria diocesana, os centros de pastorais, a residência oficial do padre e do bispo da diocese.